# Saša Bakarič
Saša Bakarič (Celje, 18 marzo 1987) è un ex calciatore sloveno, di ruolo difensore o centrocampista.

## Caratteristiche tecniche
È un terzino sinistro. All'occorrenza può essere schierato anche sulla fascia destra.